# San Antonio Juanacaxtle
San Antonio Juanacaxtle es una localidad del estado mexicano de Jalisco. Es parte del municipio de Juanacatlán.

## Toponimia
El nombre «San Antonio» hace referencia al santo patrono de la localidad: Antonio de Padua. El nombre «Juanacaxtle» proviene del náhuatl cuauhnacaxtli. Su significado es «huanacaxtle».

## Demografía
| Gráfica de evolución demográfica |
|                                  |

| Censo | Población |
| ----- | --------- |
| 1910  | 277       |
| 1921  | 294       |
| 1930  | 404       |
| 1940  | 451       |
| 1950  | 433       |
| 1960  | 388       |
| 1970  | 590       |
| 1980  | 907       |
| 1990  | 1 025     |
| 2000  | 1 179     |
| 2010  | 1 338     |
| 2020  | 1 564     |